# Локачинська районна рада
Локачи́нська райо́нна ра́да — орган місцевого самоврядування Локачинського району Волинської області. Розміщується в селищі міського типу Локачі, котре є адміністративним центром Локачинського району.

## VII скликання

### Склад ради
Загальний склад ради: 26 депутатів.
Виборчий бар'єр на чергових місцевих виборах 2015 року 25 жовтня 2015 року подолали місцеві організації восьми політичних партій. Було обрано 25 депутатів з 26-ти; в розрізі суб'єктів висування: УКРОП, БПП «Солідарність», Всеукраїнське об'єднання «Батьківщина» та Аграрна партія України — по 4 мандати, «Наш край» — 3 (отримано — 4), Радикальна партія Олега Ляшка, Українська народна партія та Всеукраїнське об'єднання «Свобода» — по 2 депутати.
В районній раді створено три постійні депутатські комісії:
- з питань планування бюджету і фінансів, дотримання цінової і податкової політики та управління майном комунальної власності;
- з питань соціально-економічного розвитку району;
- з питань депутатської діяльності та етики, дотримання законності, правопорядку, прав людини та соціального захисту населення.

### Керівний склад
8 грудня 2015 року, на першій сесії Локачинської районної ради VII скликання, головою районної ради обрано депутата від Української народної партії Бориса Віталійовича Ковальчука.
У вересні 2015 року Борис Ковальчук склав повноваження голови районної ради.
5 вересня 2018 року новим головою районної ради обрали депутата від Аграрної партії України Володимира Мазурка.

## Колишні голови ради
- Ковальчук Борис Віталійович (2015—2018)[5]